# 杰诺韦西堡
杰诺韦西堡（義大利語：Castiglione del Genovesi）是意大利萨莱诺省的一个市镇。总面积10平方公里，人口1364人，人口密度136.4人/平方公里（2009年）。ISTAT代码为065036。